# Tekken Tag Tournament 2
Tekken Tag Tournament 2 er et spil til Playstation 3, Xbox 360 og Wii U.

## Tilbagevendende figurer
- Anna Williams
- Armor King
- Baek Doo San
- Bryan Fury
- Eddy Gordo
- Forest Law (consol eksklusiv)
- Ganryu
- Heihachi Mishima
- Hwoarang
- Jin Kazama
- Jun Kazama
- King
- Lei Wulong
- Ling Xiaoyu
- Michelle Chang (consol DLC)
- Nina Williams
- Paul Phoenix
- Tiger Jackson (consol eksklusiv)
- Yoshimitsu
- Alex (consol eksklusiv)
- Angel (consol DLC)
- Bruce Irvin
- Kazuya Mishima
- Kuma
- Kunimitsu (consol DLC)
- Lee Chaolan
- Mokujin
- Aztec Empire Ogre (consol DLC)
- Panda
- Prototype Jack (consol eksklusiv)
- Aztec Empire True Ogre
- Wang Jinrei
- Unknown (consol DLC)
- Marshall Law
- Christie Monteiro
- Craig Marduk
- Combot (consol eksklusiv)
- Miharu Hirano (consol DLC)
- Steve Fox
- (Kinesisk efter fødslen) Violet (consol DLC)
- Asuka Kazama
- Devil Jin
- Feng Wei
- Jinpachi Mishima
- Raven
- Roger Jr.
- Lili
- Sergei Dragunov
- Bob
- Jack-6 (Jack opgradering)
- Miguel Caballero Rojo
- Leo
- Zafina
- Alisa Bosconovitch
- Lars Alexandersson
- Dr. B (consol DLC)

### Nye figurer
- Jaycee
- Sebastian (consol DLC)
- Slim Bob (consol DLC)